# Distretto di Cho Moi (Bac Kan)
Il distretto di Cho Moi (vietnamita: Chợ Mới) è un distretto (huyện) del Vietnam che nel 2019 contava 38.958 abitanti.
Occupa una superficie di 606 km² nella provincia di Bac Kan. Ha come capitale Cho Moi.